# Four Songs of Four Seasons
Four Songs of Four Seasons – poemat angielskiego poety Algernona Charlesa Swinburne’a, opublikowany w tomie Poems and Ballads. Second Series w 1878. Utwór składa się z czterech części Winter in Northumberland, Spring in Tuscany, Summer in Auvergne i Autumn in Cornwall. Jest urozmaicony pod względem formalnym, metrycznym i stroficznym. W omawianym poemacie Swinburne używa aliteracji, stanowiącej stały rys jego twórczości:
The sundawn fills the land
Full as a feaster's hand
Fills full with bloom of bland
Bright wine his cup;
Flows full to flood that fills
From the arch of air it thrills
Those rust-red iron hills
With morning up.